# Castle Carrock
Castle Carrock är en by och en civil parish i Cumbria, England. Orten har 303 invånare (2001). Den har en kyrka.